# Sesiura smaragdina
Sesiura smaragdina är en fjärilsart som beskrevs av Walker 1864. Sesiura smaragdina ingår i släktet Sesiura och familjen björnspinnare. Inga underarter finns listade i Catalogue of Life.